# 1941-es magyar atlétikai bajnokság
Az 1941-es magyar atlétikai bajnokság a 46. magyar bajnokság volt. A férfiaknál hét csapatversennyel egészült ki a műsor, ebből hármat ebben az évben rendeztek meg először: a rúdugrást, a gerelyhajítást és a kalapácsvetést.

## Eredmények

### Férfiak
| Versenyszám            | Arany                                                                          | Arany     | Ezüst                                                                        | Ezüst     | Bronz                                                                        | Bronz     |
| ---------------------- | ------------------------------------------------------------------------------ | --------- | ---------------------------------------------------------------------------- | --------- | ---------------------------------------------------------------------------- | --------- |
| 100 m                  | Csányi György Újpesti TE                                                       | 10,6      | Korompay Miklós Debreceni EAC                                                | 10,8      | Gyenes Gyula MAC                                                             | 10,9      |
| 200 m                  | Csányi György Újpesti TE                                                       | 21,8      | Korompay Miklós Debreceni EAC                                                | 21,9      | Gyenes Gyula MAC                                                             | 21,9      |
| 400 m                  | Görkói János BBTE                                                              | 50,0      | Polgár Jenő BBTE                                                             | 50,5      | Marosi László Testvériség                                                    | 50,5      |
| 800 m                  | Harsányi Gusztáv BBTE                                                          | 1:54,8    | Szeben Péter Testvériség                                                     | 1:56,0    | Szabó Miklós MAC                                                             | 1:56,0    |
| 1500 m                 | Harsányi Gusztáv BBTE                                                          | 4:03,0    | Szabó Miklós MAC                                                             | 4:04,0    | Almási József Újpesti TE                                                     | 4:04,4    |
| 5000 m                 | Szilágyi Jenő BBTE                                                             | 14:39,4   | Csaplár András MAC                                                           | 14:41,2   | Németh Béla MAC                                                              | 15:02,0   |
| 10 000 m               | Csaplár András MAC                                                             | 31:43,8   | Szilágyi Jenő BBTE                                                           | 31:43,8   | Németh Béla MAC                                                              | 31:45,2   |
| 110 m gát              | Hidas Ödön BBTE                                                                | 15,0      | Szabó Endre MAC                                                              | 15,1      | Nádasdy Pál Diósgyőri MÁVAG                                                  | 15,2      |
| 400 m gát              | Kiss József Törekvés                                                           | 54,7      | Hetényi Ferenc Budapesti EAC                                                 | 56,6      | Nádasdy Pál Diósgyőri MÁVAG                                                  | 56,7      |
| 3000 m akadály         | Szilágyi Jenő BBTE                                                             | 9:42,4    | Szabó Miklós MAC                                                             | 9:52,0    | Csaplár András MAC                                                           | 9:52,4    |
| 10 km gyaloglás        | Selmeczi József Ferencvárosi TC                                                | 45:55,0   | Farkas Zoltán Postás SE                                                      | 49:28,2   | Györgyfalvy Ferenc Ferencvárosi TC                                           | 51:03,8   |
| magasugrás             | Máthé József Diósgyőri MÁVAG                                                   | 182 cm    | Gáspár József MÁVAG SK                                                       | 180 cm    | Kerkovits Antal MAC                                                          | 178 cm    |
| távolugrás             | Vermes Vilmos BBTE                                                             | 707 cm    | Csányi György Újpesti TE                                                     | 705 cm    | Lehnert István Zombori SE                                                    | 704 cm    |
| hármasugrás            | Dusnoki Géza MAC                                                               | 14,61 m   | Kapros László Debreceni EAC                                                  | 14,30 m   | Somogyi László BBTE                                                          | 13,89 m   |
| rúdugrás               | Zsuffka Viktor MAC                                                             | 400 cm    | Kováts Ferenc Törekvés                                                       | 380 cm    | Sülle József MAC                                                             | 360 cm    |
| súlylökés              | Németh Ernő BSZKRT                                                             | 14,92 m   | Darányi József MAC                                                           | 14,44 m   | Horváth Vilmos Diósgyőri MÁVAG                                               | 14,40 m   |
| diszkoszvetés          | Horváth Vilmos Diósgyőri MÁVAG                                                 | 48,60 m   | Kulitzy Jenő BBTE                                                            | 48,39 m   | Remetz József MOVE Csillaghegyi TSE                                          | 45,35 m   |
| gerelyhajítás          | Várszegi József MAC                                                            | 66,24 m   | Rákhely Gyula Alba Regia AK                                                  | 62,35 m   | Csányi Sándor BEAC                                                           | -         |
| kalapácsvetés          | Bíró György Kolozsvári AC                                                      | 48,45 m   | Németh Imre MAC                                                              | 47,06 m   | Rácz Béla MAC                                                                | 45,68 m   |
| tízpróba               | Kovács Ferenc Törekvés SE                                                      | 5987 pont | Csányi Sándor BEAC                                                           | 5923 pont | Bótai Péter MAC                                                              | 5649 pont |
| maraton                | Gyimesi József BBTE                                                            | 2:56:17,8 | Kiss József MTK                                                              | 3:02:35,0 | Mauréry Tibor Weiss Manfréd TK                                               | 3:03:19,0 |
| mezei futás            | Kelen János BBTE                                                               | 30:57,2   | Szilágyi Jenő BBTE                                                           | 31:43,0   | Németh Béla MAC                                                              | 31:47,2   |
| kis mezei futás (4 km) | Eper Imre Újpesti TE                                                           | 11:54,2   | Híres László Újpesti TE                                                      | 12:04,4   | Harsányi Gusztáv BBTE                                                        | 12:10,8   |
| 4 × 100 m              | BBTE Góby József Ember László Polgár Jenő Vermes Vilmos                        | 42,6      | BBTE Sír József Hidas Ödön Görkói János Kovács                               | 43,1      | MAC Szakács István Paulusz János Gyuricza István Gulyás                      |           |
| 4 × 200 m              | MAC Minai Márió Paulusz János Bótai Péter Gyenes Gyula                         | 1:28,9    | BBTE Görkói János Hidas Ödön Góby József Polgár Jenő                         | 1:29,0    | BBTE Kovács Vermes Sír József Ember László                                   | 1:30,7    |
| 4 × 400 m              | BBTE Góby József Görkói János Fülöp József Polgár Jenő                         | 3:20,2    | MAC Minai Márió Paulusz János Farkas László Gyenes Gyula                     | 3:22,6    | MAFC Balázs Bertalan Lugosi Tantos Dévényi Gyula                             | 3:27      |
| 4 × 800 m              | Újpesti TE Almási József Sárvári Dezső Híres László Berényi Ferenc             | 7:58,0    | BBTE Filó Lajos Harsányi Gusztáv Margó György Várszegi                       | 8:06,2    | Testvériség Kósa Sándor Istókovics József Szeben Péter Marosi László         | 8:10,6    |
| 4 × 1500 m             | Újpesti TE Zoltai László Eper Imre Híres László Almási József                  | 16:11,8   | BBTE Lendvai Pál Kelen János Szilágyi Jenő Harsányi Gusztáv                  | 16:17,0   | MAC Istenes Gusztáv Iglói Mihály Csaplár András Szabó Miklós                 | 16:18,8   |
| 5000 m csapat          | BBTE Szilágyi Jenő Harsányi Gusztáv Gyimesi József Hagymási József Kelen János | 39 pont   | MAC Csaplár András Németh Béla Szabó Miklós Iglói Mihály Dvornitzky László   | 55 pont   | Újpesti TE Eper Imre Híres László Sárvári Zoltai László Szegedhelyi          | 84 pont   |
| magasugrás csapat      | BBTE Tabáni Ferenc Vermes Vilmos Hidas Ödön Vermes Frigyes Somogyi László      | 170 cm    | Diósgyőri MÁVAG Horváth Máthé József Szakály Padányi Koppány                 | 167 cm    | MAC Kerkovits Antal Horváth Holló Kottán György Moór György                  | 165 cm    |
| távolugrás csapat      | MAC Gyuricza István Mészáros László Dusnoki Géza Balogh Lajos Bótai Péter      | 674 cm    | Diósgyőri MÁVAG Bakky Sándor Horváth Vilmos Urbán Máthé Szakály              | 634 cm    | Pécsi EAC Levente Karácsony Gebhardt Mátrai Sik                              | 628 cm    |
| rúdugrás csapat        | MAC Zsuffka Viktor Sülle József Karlovits János Kováts István Csányi Zoltán    | 364 cm    | BEAC Bácsalmási Péter Mihályi Ferenc Egresi Szathmáry Csányi                 | 330 cm    | Testnevelési Főiskola Nyíry János Raffay Károly Jakó Szomor Györök           | 316 cm    |
| súlylökés csapat       | MAC Csapó István Csányi Zoltán Deák Ferenc Kovách Gyula Magossy Jenő           | 13,16 m   | Diósgyőri MÁVAG Horváth Vilmos Havas Ferenc Káposztás Cossutha Dénes Runa    | 12,15 m   | Testnevelési Főiskola Sajkás Györök Zoltán Gyimesi Kelemen Koltai            | 12,13 m   |
| diszkoszvetés csapat   | Pécsi EAC Józsa Dezső Pethő Ádám Sík József Pál Gábor Csejthey Viktor          | 39,93 m   | MAC Németh Imre Garamvölgyi Tivadar Balogh Bótai Péter Csapó István          | 37,46 m   | Diósgyőri MÁVAG Horváth Vilmos Runna Cossutha Dénes Havas Máthé              | 36,82 m   |
| gerelyhajítás csapat   | MAC Várszegi József Medgyessy Zoltán Csányi Zoltán Karsay Elek Horváth Antal   | 53,80 m   | BEAC Szathmáry Aba Csányi Sándor Farkas Bácsalmási Péter Szántó              | 52,35 m   | Testnevelési Főiskola Koltai Jenő Jakab József Jakó Gáspár Gál Szomor Kornél | 52,15     |
| kalapácsvetés csapat   | MAC Németh Imre Gáspár Elemér Rácz Béla Bertalan György Balogh Lajos           | 40,41 m   | Testvériség Remete Dezső Kósa István Babocsay Edömér Ervin Molnár            | 29,78 m   | MAC Mayer László Sülle József Zsuffka Viktor Jász Horváth                    | 28,06 m   |
| mezei futás csapat     | BEAC Kelen János Szilágyi Jenő Sajtos Ferenc Gyimesi József Lendvai Pál        | 17 pont   | Testvériség Farkas Béla Molnár Lajos Killmann Rezső Rakonczai Károly Sárvári | 48 pont   | Törekvés Kővári Váczi Szűcs Darázs Gál                                       | 71 pont   |
| kis mezei futás csapat | Újpesti TE Eper Imre Híres László Zoltai László Almási József Gulyás László    | 20 pont   | BSZKRT Tarsoly Lajos Margitai Cser Kuróczi Bátori László                     | 70 pont   | Újpesti TE Sárvári Dezső Szigetvári Zsiga Szalay Szegedhelyi István          | 99 pont   |

### Nők
| Versenyszám   | Arany                                                        | Arany   | Ezüst                                                              | Ezüst   | Bronz                                                   | Bronz   |
| ------------- | ------------------------------------------------------------ | ------- | ------------------------------------------------------------------ | ------- | ------------------------------------------------------- | ------- |
| 100 m         | Gyarmati Olga Debreceni TE                                   | 13,2    | Nagy Rózsi Koszorú                                                 | 13,3    | Sebesi Júlia Testnevelési Főiskola                      | 13,4    |
| 200 m         | Nagy Rózsi Koszorú                                           | 28,1    | Nemere Katalin Testnevelési Főiskola                               | 29,0    | Mészáros Margit Testnevelési Főiskola                   | 29,3    |
| 80 m gát      | Ipolyi-Keller Mária Nemzeti TE                               | 13,8    | Gaál Irma Kolozsvári AC                                            | 14,2    | Zelei Margit Testnevelési Főiskola                      | 14,3    |
| magasugrás    | Lieszkovszky Ilona Nemzeti TE                                | 150 cm  | Rohrmann Mária KISOK                                               | 145 cm  | Gyarmati Olga Debreceni TE                              | 140 cm  |
| távolugrás    | Lédermayer Ilona Koszorú                                     | 514 cm  | Fekete Ilona Koszorú                                               | 504 cm  | Ipolyi-Keller Mária Nemzeti TE                          | 486 cm  |
| súlylökés     | Regdánszky Matild BBTE                                       | 11,41 m | Szepesvári Tessza Koszorú Habselyem                                | 11,40 m | Horváth Aranka Nemzeti TE                               | 10,94 m |
| diszkoszvetés | Szepesvári Tessza Koszorú Habselyem                          | 35,04 m | Börcsök Mária Testnevelési Főiskola                                | 33,75 m | Nadányi Ágnes Nyíregyházi VSC                           | 33,43 m |
| gerelyhajítás | Regdánszky Matild BBTE                                       | 36,30 m | Medrea Ilona Kolozsvári Villamosművek                              | 29,69 m | Medgyesy Irén Testnevelési Főiskola                     | 28,12 m |
| 4 × 100 m     | Koszorú Lédermayer Ilona Fekete Ilona Zubek Ilona Nagy Rózsi | 54,1    | Testnevelési Főiskola Mérey Hámos Éva Mészáros Margit Sebesi Júlia | 55,2    | Koszorú Kispest Sziklai Paula Szilágyi Kádár Puskás Éva | 56,4    |

### Magyar atlétikai csúcsok
- 20 000 m síkfutás 1:03:01,2 Vcs. Csaplár András MAC Budapest 10. 26.
- 30 000 m síkfutás 1:50:00,0 ocs. Kiss József MTK Budapest 9. 7.
- 3000 m akadály 9:18,8 ocs. Szilágyi Jenő BBTE Malmö 7. 21.
- 5 km gyaloglás 20:46,8 ocs. Selmeczi József FTC Budapest 7. 20.
- 10 km gyaloglás 44:24,6 ocs. Selmeczi József FTC Budapest 10. 19.
- diszkoszvetés 52,40 m ocs. Kulitzy Jenő BBTE Budapest 6. 15.